# Sticherus jamaicensis
Sticherus jamaicensis är en ormbunkeart som först beskrevs av Lucien Marcus Underwood, och fick sitt nu gällande namn av Takenoshin Nakai. Sticherus jamaicensis ingår i släktet Sticherus och familjen Gleicheniaceae. Inga underarter finns listade.